# Arthur Bispo do Rosário

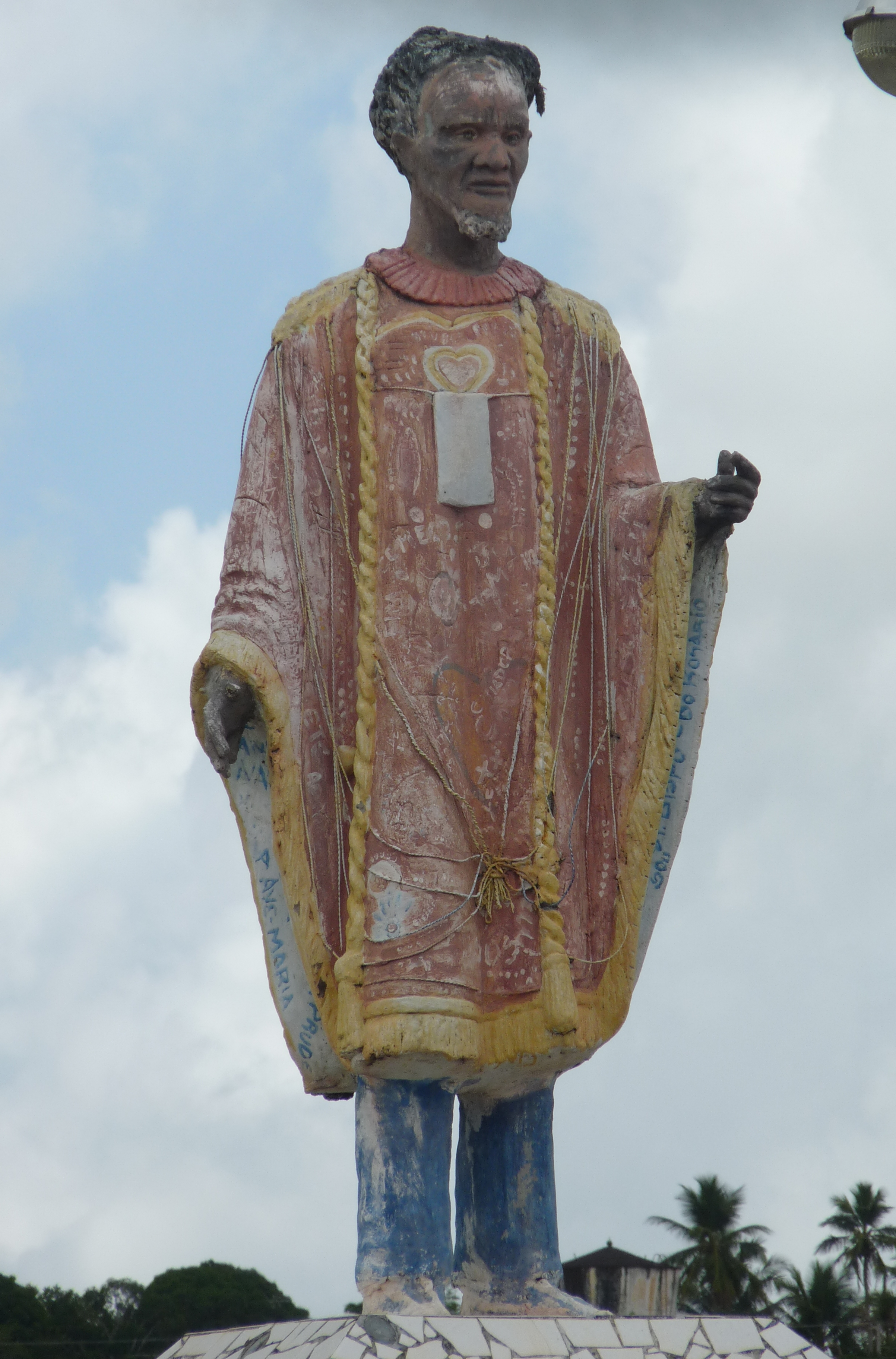
Statue für Bispo do Rosário in seiner Geburtsstadt Japaratuba

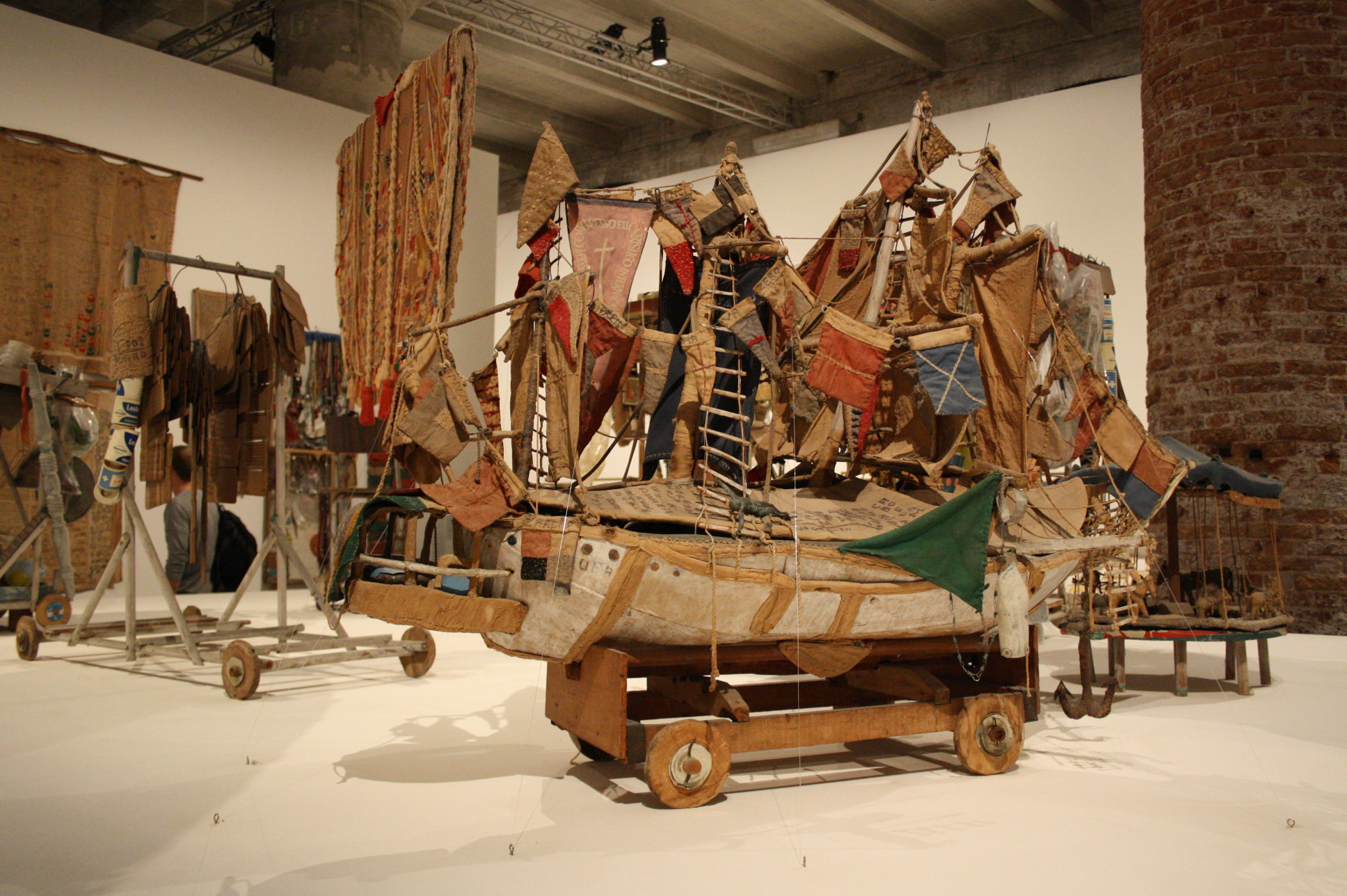
Skulpturen do Rosários bei der Biennale in Venedig (2013)

Arthur Bispo do Rosário (* 20. Februar 1909 in Japaratuba, Sergipe; † 5. Juli 1989 in Rio de Janeiro) war ein brasilianischer Objektkünstler, der der Outsider-Art zuzurechnen ist.

## Werdegang
Rosário war Abkömmling afrikanischer Sklaven. Bevor er 1933 wegen Aufsässigkeit gefeuert worden ist, arbeitete er als Schiffsjunge und Boxer. Danach schlug er sich mit Gelegenheitsjobs in Kraftwerken und Hotels in Rio durch, bis er 1938 im Alter von 29 Jahren wegen schizophrener Paranoia in eine psychiatrische Klinik eingeliefert wurde, da er glaubte, er sei der Heilige Joseph und auf einer göttlichen Mission. Um sich gegen den geistigen Verfall zu stemmen, begann er aus einfachen Materialien, die er aus dem Müll fischte, Objekte naiver Thematik zu bauen. Bis zu seinem Tod, 50 Jahre nach Einlieferung in die Klinik, schuf er etwa 800 Arbeiten in unterschiedlicher Ausführung. Unter anderem stickte er Botschaften und Namen von Menschen, die ihm begegnet waren, auf Stoffe. Weiterhin schrieb er Gedichte und erstellte Skulpturen. Sein Werk wird im Museu Bispo do Rosário Arte Contemporana in Rio de Janeiro verwaltet.